# Allapuram
Allapuram é um cidade do distrito de Vellore , no estado indiano de Tamil Nadu.

## Demografia
Segundo o censo de 2001,  Allapuram  tinha uma população de 26,660 habitantes. Os indivíduos do sexo masculino constituem 50% da população e os do sexo feminino 50%. Allapuram tem uma taxa de literacia de 76%, superior à média nacional de 59.5%; com 53% para o sexo masculino e 47% para o sexo feminino. 11% da população está abaixo dos 6 anos de idade.